# Prodromoi

Soldado macedonio en la tumba de Kinch, cargando a un soldado Persa

Los prodromoi (griego antiguo πρόδρομοι, pródromoi) o pródromos eran los exploradores del ejército de Alejandro Magno en su expedición a Asia.

## Descripción
Las fuentes (esencialmente la Anábasis de Alejandro Magno de Arriano) mencionan la existencia de cuatro escuadrones de caballería ligera que actuaban como exploradores en operaciones de rastreo en plena avanzadilla, y cuando el ejército estaba en marcha, de vigías y de tiradores: se trataba de 900 caballeros que pasaron a Asia, y que allí estuvieron bajo el mando de Casandro al principio de la guerra, y que podrían haber sido de origen tracio y peonio. La identificación entre las tropas mencionadas por Arriano y Diodoro no es, sin embargo, completamente segura. 
Los prodromoi eran un escuadrón especial de escolta en la Atenas del siglo V a .C. Se encargaban de las comunicaciones entre misiones y estaban bajo el mando de un filarco, esto es, del jefe de escuadrón de caballería de cada tribu ateniense.
Los prodromoi llevaban un casco frigio (después beocio) como única arma defensiva. En la época de Filipo estaban armados con un xyston, y en la de Alejandro con una sarisa, y como ésta requería ambas manos para ser manejada, tenían que conducir sus caballos controlándolos sólo con los pies. Pese a que el xyston que manejaban medía unos 3,5 metros se considera que no se trataba de una unidad de piqueros. Durante la batalla actuaban como tropas de choque que protegían el flanco de la «caballería de los compañeros» (hetairoi). Su destreza como exploradores, según Ashely, parece haber sido mediocre, porque la caballería ligera persa que fue reclutada en el ejército macedonio después de la Batalla de Gaugamela (331 a. C.) se hizo cargo de estas tareas, por lo que los prodromoi pasaron a ocuparse de las cargas de caballería en el campo de batalla. Cuatro ilas (unidad básica de la caballería) de prodromoi, de 150 efectivos cada una, operaban en el ejército de Alejandro en Asia.
Ya no son mencionados después del 330 a. C., fecha a partir de la cual quizás estuvieran encuadrados en las dos unidades de hippacontistai (hipacontistas, lanzadores de jabalina montados) y de sarisophoroi hippeis (caballeros portadores de sarisa), cuyas funciones correspondían a las que antes se atribuían a los prodromoi.
La historiografía (Bosworth y Hammond) tiende a mostrar que también eran macedonios. Correspondían tal vez, a las unidades del primer destino de los jóvenes macedonios, antes de ser destinados a la caballería pesada de los hetairoi.